# 阿尔武尼扬
阿尔武尼扬，是西班牙安达卢西亚自治区格拉纳达省的一个市镇。总面积9平方公里，2001年普查人口總數為449人，人口密度為每平方公里50人。